# Festivali i Këngës në RTK
Il Festivali i Këngës në RTK (lett. "Festival della Canzone su RTK") è un festival musicale kosovaro organizzato dall'emittente radiotelevisiva Radio Televizioni i Kosovës (RTK) dal 2023. Viene trasmesso su RTK 1, RTK 2 e Radio Kosova 1, così come su RTSH in Albania e su MRT 2 in Macedonia del Nord.
Seppur vincolata dalle restrizioni sull'adesione all'UER, RTK ha sviluppato questo format come futura selezione nazionale per l'Eurovision Song Contest.

## Storia
La competizione è stata modellata basandosi sul festival omonimo tenutosi in Albania dal 1962 e utilizzato come selezione nazionale albanese per l'Eurovision Song Contest dal 2003. Il Kosovo, precedentemente parte della Jugoslavia, non ha mai partecipato all'Eurovision Song Contest autonomamente, ma il concorso è stato trasmesso nel territorio dal 1961 e diversi artisti kosovari hanno rappresentato l'Albania o la Serbia nell'evento.
Nonostante l'incapacità di diventare un membro a pieno titolo dell'Unione europea di radiodiffusione (UER), nel febbraio 2023, l'emittente radiotelevisiva kosovara RTK ha iniziato a sviluppare il format, con l'obiettivo a lungo termine di utilizzarlo come selezione nazionale per l'Eurovision. Il format è stato ultimato e presentato il 7 marzo 2023. Nell'ottobre 2023, poco prima del lancio della prima edizione, il direttore del festival Adi Krasta ha riferito di essere stato in contatto con persone presso l'UER che avevano espresso "un estremo entusiasmo" riguardo all'evento. Il direttore generale dell'UER, Noel Curran, è apparso in videocollegamento durante la prima serata del festival per esprimere le sue congratulazioni.

## Edizioni

### 2023
La prima edizione del Festivali i Këngës si è svolta presso la Grande Sala del Palazzo della Gioventù e dello Sport a Pristina, diretta da Adi Krasta e presentata da Krasta e Besim Dina (in tutte le serate) insieme a Edona Kasapolli (prima serata), Anjeza Shahini (seconda serata) ed Edona Reshitaj (terza serata); è consistita in due spettacoli di qualificazione il 26 e 27 ottobre 2023 e una finale il 28 ottobre.
Un periodo di presentazione è stato aperto tra il 2 giugno e il 9 settembre 2023 per selezionare diciotto brani concorrenti. Al festival, una giuria, composta da Adi Hila, Alban Nimani, Zake Prelvukaj, Ulla Sjöström e presieduta da Alma Bektashi, ha votato per determinare i dieci qualificati dalla prima fase e i primi tre posti nella finale. Il vincitore è stato La Fazani (Arbër Salihu) con il brano Oj Kosovë.
In questa edizione hanno fatto anche apparizioni alcuni artisti ospiti, tra cui la stessa Bektashi, Dafina Zeqiri, Irma Libohova, Enver Petrovci, Teuta Kurti e Timo Flloko.
Qualificazioni
| Artista         | Titolo                   | Compositori                              | Ordine       | Ordine         | Risultato       |
| Artista         | Titolo                   | Compositori                              | Prima serata | Seconda serata | Risultato       |
| --------------- | ------------------------ | ---------------------------------------- | ------------ | -------------- | --------------- |
| Albin Nikprelaj | Ajo                      | Enis Mullaj Erjona Rushiti               | 3            | 16             | Qualificato     |
| Angus Dei       | Një zemër për dy         | Erjon Zaloshnja                          | 4            | 15             | Qualificato     |
| Ariela Krasniqi | Emri grua                | Gjergj Jorgaqi                           | 5            | 14             | Non qualificato |
| Auron Deva      | Çmimi i dashnisë         | Korab Shaqiri                            | 6            | 13             | Qualificato     |
| Bana Zahiti     | Dukat                    | Arbana Zahiti                            | 2            | 17             | Non qualificato |
| Ermal Demiri    | Merri                    | Gentiana Azizi Gëzim Hasani              | 7            | 12             | Non qualificato |
| Franc Koruni    | Shqip                    | Franc Koruni                             | 15           | 4              | Non qualificato |
| Hilmi Obertinca | Pa ty s'më rrihet        | Hilmi Obertinca                          | 16           | 3              | Qualificato     |
| Inorga          | Shumë herë më nervozojnë | Agron Hajdari                            | 1            | 18             | Non qualificato |
| Klea Dina       | Trenat                   | Drenusha Zajmi Memli Kelmendi            | 12           | 7              | Qualificato     |
| La Fazani       | Oj Kosovë                | Arbër Salihu                             | 8            | 11             | Qualificato     |
| Mentor Mripa    | Po ju rrëfehem           | Bekim Bislimi Riza Dolaku                | 13           | 6              | Non qualificato |
| Neki Emra       | Heroi im                 | Neki Emra                                | 9            | 10             | Qualificato     |
| Nita Latifi     | Marrëzi                  | Nita Latifi                              | 17           | 2              | Qualificato     |
| Saranda Alija   | Mendoj ku je             | Arbër Krasniqi                           | 14           | 5              | Qualificato     |
| Teuta Statovci  | Sekreti i tij            | Arianit Abazi Dardan Gjinolli Yll Limani | 11           | 8              | Non qualificato |
| Urban Band      | Ëndrrat s'kanë faj       | Endrik Beba Klodian Rexhepaj             | 18           | 1              | Qualificato     |
| Vjosa Shehu     | Vetes                    | Junior Akwety Vjosa Shehu                | 10           | 9              | Non qualificato |

Finale
| Artista         | Titolo             | Compositori                   | Ordine | Posizione   | Premi                                 |
| --------------- | ------------------ | ----------------------------- | ------ | ----------- | ------------------------------------- |
| Albin Nikprelaj | Ajo                | Enis Mullaj Erjona Rushiti    | 7      | 3           |                                       |
| Angus Dei       | Një zemër për dy   | Erjon Zaloshnja               | 4      | 2           |                                       |
| Auron Deva      | Çmimi i dashnisë   | Korab Shaqiri                 | 1      | Sconosciuto |                                       |
| Hilmi Obertinca | Pa ty s'më rrihet  | Hilmi Obertinca               | 8      | Sconosciuto |                                       |
| Klea Dina       | Trenat             | Drenusha Zajmi Memli Kelmendi | 5      | Sconosciuto |                                       |
| La Fazani       | Oj Kosovë          | Arbër Salihu                  | 9      | 1           | Premio della municipalità di Pristina |
| Neki Emra       | Heroi im           | Neki Emra                     | 3      | Sconosciuto |                                       |
| Nita Latifi     | Marrëzi            | Nita Latifi                   | 6      | Sconosciuto |                                       |
| Saranda Alija   | Mendoj ku je       | Arbër Krasniqi                | 10     | Sconosciuto | Premio dell'orchestra                 |
| Urban Band      | Ëndrrat s'kanë faj | Endrik Beba Klodian Rexhepaj  | 2      | Sconosciuto |                                       |

### 2024
La seconda edizione del Festivali i Këngës si è svolta presso la Grande Sala del Palazzo della Gioventù e dello Sport a Pristina, diretta da Adi Krasta e presentata da Genc Salihu e Drita Kabashi; è consistita in due spettacoli di qualificazione il 24 e il 25 ottobre 2024 e una finale il 26 ottobre.
Un periodo di presentazione è stato aperto tra il 31 maggio e il 31 agosto 2024 per selezionare sedici brani concorrenti. Al festival, una giuria, composta da Jane Sugarman, Ardiana Pajaziti, Valbona Selimllari, Blerta Zeqiri e presieduta da Minire Fetahu, ha votato per determinare i nove qualificati dalla prima fase e i primi tre posti nella finale.
In questa edizione si sono esibiti numerosi artisti ospiti, tra cui gli stessi Kabashi e Salihu, La Fazani, vincitore dell'edizione precedente, Aurela Gaçe, rappresentante dell'Albania all'Eurovision Song Contest 2011, il gruppo Elita 5, Mjellma e Shkumbin Istrefi, il gruppo Lindja, la giornalista Sonila Meço, Enes Bajramliqi, Albert Stanaj, l'attore Bujar Ahmeti, il violinista Olen Cesari, Alban Skënderaj e il soprano Besa Llugiqi, accompagnata dal coro della Filarmonica del Kosovo.
Qualificazioni
| Artista            | Titolo                     | Compositori                           | Ordine       | Ordine         | Risultato       |
| Artista            | Titolo                     | Compositori                           | Prima serata | Seconda serata | Risultato       |
| ------------------ | -------------------------- | ------------------------------------- | ------------ | -------------- | --------------- |
| Agim Poshka        | Ndarja erdhi               | Agim Poshka Ismail Kadare             | 3            | 14             | Qualificato     |
| Ardita Begu        | Fundosu në dritë           | Atdhe Marku Ylljeta Kokolli           | 7            | 10             | Non qualificato |
| Ardit Stafai       | Faji                       | Ardit Stafai Astrit Stafai            | 11           | 6              | Qualificato     |
| Arnitë Kastrati    | Blla Blla                  | Ardiana Gashi Arnitë Kastrati         | 13           | 4              | Qualificato     |
| Besmir Shishko     | Unë – Ajo                  | Armend Shala Besmir Shishko           | 8            | 9              | Qualificato     |
| Bledi Kaso         | Një të vetme ka në jetë    | Endrit Shani Eriona Rushiti           | 9            | 8              | Qualificato     |
| Bruna Sata         | Ti je i pa shpirt          | Artion Qamili Ramazan Ceka            | 16           | 1              | Non qualificato |
| Dea Strica         | N'Shqipni                  | Dea Strica                            | 1            | 16             | Qualificato     |
| Endrit Krasniqi    | Flas me gjethen            | Bekim Këpuska                         | 10           | 7              | Qualificato     |
| Greta Azizi        | Verës                      | Ardiana Gashi Diell Gashi Valon Gashi | 2            | 15             | Qualificato     |
| Inorga             | Seks mashina nga Prishtina | Inorga                                | 5            | 12             | Non qualificato |
| Jehona Lumi        | Shko                       | Jehona Lumi Rinor Ukimeri             | 4            | 13             | Non qualificato |
| Luna Çausholli     | Dielli të më shohë         | Endrit Shani Pandi Laço               | 15           | 2              | Non qualificato |
| Rei Bezhani        | Zonja tradhëti             | Enis Mullaj Eriona Rushiti            | 6            | 11             | Qualificato     |
| Santino de Bartolo | Unë jam arbëresh           | Santino de Bartolo                    | 12           | 5              | Non qualificato |
| Vlona Boshnjaku    | Lotët                      | Kledi Bahiti Rozana Radi              | 14           | 3              | Non qualificato |

Finale
| Artista         | Titolo                  | Compositori                           | Ordine | Posizione   | Premi                                                                   |
| --------------- | ----------------------- | ------------------------------------- | ------ | ----------- | ----------------------------------------------------------------------- |
| Agim Poshka     | Ndarja erdhi            | Agim Poshka Ismail Kadare             | 6      | Sconosciuto |                                                                         |
| Ardit Stafai    | Faji                    | Ardit Stafai Astrit Stafai            | 8      | Sconosciuto |                                                                         |
| Arnitë Kastrati | Blla Blla               | Ardiana Gashi Arnitë Kastrati         | 7      | Sconosciuto | Premio dell'orchestra                                                   |
| Besmir Shishko  | Unë – Ajo               | Armend Shala Besmir Shishko           | 9      | Sconosciuto | Premio della municipalità di Pristina Premio del Palazzo della Gioventù |
| Bledi Kaso      | Një të vetme ka në jetë | Endrit Shani Eriona Rushiti           | 1      | Sconosciuto |                                                                         |
| Dea Strica      | N'Shqipni               | Dea Strica                            | 4      | 3           |                                                                         |
| Endrit Krasniqi | Flas me gjethen         | Bekim Këpuska                         | 2      | 1           |                                                                         |
| Greta Azizi     | Verës                   | Ardiana Gashi Diell Gashi Valon Gashi | 3      | 2           |                                                                         |
| Rei Bezhani     | Zonja tradhëti          | Enis Mullaj Eriona Rushiti            | 5      | Sconosciuto |                                                                         |